# Bristol
Bristol (výslovnost  [ˈbrɪstəl]IPA) je město, samostatná správní jednotka (unitary authority) a ceremoniální hrabství v regionu Jihozápadní Anglie, 185 km na západ od Londýna.

## Charakteristika města
Vlastní Bristol má asi 430 000 obyvatel (2009) a jeho metropolitní oblast 550 000. Počtem obyvatel je v pořadí 6. městem Anglie a 8. Velké Británie. Bristolu byl udělen královský patent roku 1155 a statut hrabství roku 1373. Po asi 500 let patřil mezi trojici největších měst Anglie, do té doby než průmyslová revoluce v 80. letech 18. století způsobila překotný růst průmyslových center na severu země – Liverpoolu, Manchesteru a Birminghamu.
Bristol je hlavním střediskem kultury, zaměstnanosti a vzdělání regionu. Od raných dob jeho historie byla jeho prosperita spojena s bristolským přístavem – obchodním přístavem, který se kdysi nacházel v centru města, ale postupem doby se přestěhoval k pobřeží u Avonmouthu a Portbury. V poslední době je ekonomika města založena na leteckém průmyslu a centrum města, kde se kdysi nacházely doky, prošlo důkladnou obnovou a nyní je centrem kultury a uchování historie města.

## Historie

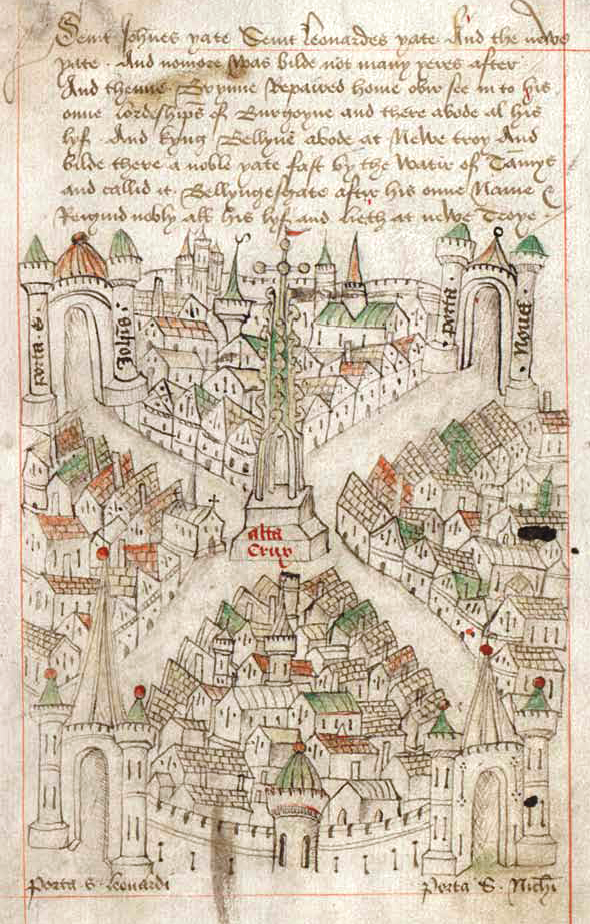
Mapa Bristolu z 15. století.

Archeologické nálezy, včetně nástrojů z pazourku z období zřejmě mezi 300 000 a 126 000 lety vyrobených levalloiskou technikou, naznačují přítomnost neandertálců v okolí Shirehampton a St Annes v Bristolu již v době středního paleolitu. V době železné byla vybudována hradiště v Leigh Woods a Clifton Down v soutěsce řeky Avon, a dále na Kingsweston Hill poblíž Henbury. V římské době existovala v místě, kde se nyní nachází Sea Mills, osada Abona spojená s Bathem silnicí, a podobné osídlení se nacházelo v místě dnes zvaném Inns Court. Izolované římské villy, malé vojenské tábory a osady byly roztroušeny také v širším okolí.
Středověký Bristol byl založen okolo roku 1000 jako Brycgstow (staroanglicky místo poblíž mostu). Zhruba do roku 1020 se stal obchodním centrem s mincovnou razící stříbrné pence s jeho jménem.  Roku 1067, kdy měšťané odrazili útočníky z Irska vedené třemi syny Harolda Godwinsona, byl Brycgstow dobře opevněným burgem. V době vlády Normanů zde byl postaven jeden z nejmohutnějších hradů jižní Anglie. V Bristolu našel exil Diarmait Mac Murchada, irský král Leinsteru, poté, co byl svržen. Následně hráli bristolští obchodníci významnou roli ve financování Richarda Strongbowa de Clare a normanské invaze do Irska.
Přístav vznikl v 11. století kolem soutoku řek Frome a Avony vedle Bristol Bridge hned za městskými hradbami. Od 12. století byl přístav hlavním centrem obchodu s Irskem, včetně obchodu s otroky. Roku 1247 byl postaven nový most, který byl nahrazen až v roce 1768 mostem současným. Město se rozrůstalo i na druhou stranu řeky a roku 1373 se stalo samo o sobě hrabstvím jako první město v Anglii, které obdrželo tento status. V té době se Bristol stal i loďařským a zpracovatelským centrem. Bristolský přístav byl i startovním bodem mnoha objevitelských plaveb, například roku 1497 odtud Benátčan John Cabot vyplul na objevitelskou cestu do Severní Ameriky a stal se tak prvním Evropanem od dob Vikingů, který prokazatelně přistál u břehů pevninské Severní Ameriky. Prvním Angličanem, který vedl průzkum Severní Ameriky, se v roce 1499 stal bristolský obchodník William Weston. Během první dekády 16. století podnikli bristolští obchodníci řadu průzkumných plaveb do Severní Ameriky a dokonce založili obchodní organizaci „The Company Adventurers to the New Found Land“ k usnadnění svého úsilí.  Avšak zdá se, že po roce 1509 ztratili zájem o Severní Ameriku po vynaložení velkých nákladů, které přinesly malý zisk.
Ve 14. století byl Bristol spolu s Yorkem a Norwichem jedním ze tří největších anglických středověkých měst po Londýnu. Morová nákaza Black Death v letech 1348–1349, během níž zemřela třetina až polovina obyvatel, způsobila výrazný pokles obyvatel asi na 10 - 12 000 a tento počet přetrval i po většinu 15. a 16. století. Bristol se stal městem roku 1542 a ve stejné době se stalo původní opatství svatého Augustina bristolskou katedrálou.
Další rozvoj města v 17. století je svázán s rozvojem anglických kolonií v Americe a zvyšujícím se podílem Anglie na obchodě s otroky. Ačkoli se jen minimum otroků dováželo do Anglie, staly se Bristol spolu s Liverpoolem hlavními přístavy, přes něž se plavily lodě s otroky.
Konkurence s Liverpoolem, snížení objemu obchodu realizovaného přes přístav následkem války s Francií a zákaz obchodu s otroky snížil význam města ve srovnání s průmyslovými centry na severu. Dlouhá cesta přes hornatou oblast rokliny řeky Avon, která chránila město ve středověku, byla v té době překážkou rozvoje, kterou nedokázala překonat ani výstavba nového přístaviště Floating Harbour v letech 1804–1809. Přesto se v 19. století vlivem rozvoje nových odvětví počet obyvatel zvýšil pětkrát. Velký přínosem byla výstavba železničního spojení Great Western Railway mezi Bristolem a Londýnem.
Centrum města utrpělo bombardováním v průběhu druhé světové války výrazné škody. Poválečná výstavba se soustředila na levné betonové obytné bloky a jiné stavby ve stylu brutální architektury. Od 80. let 20. století dochází k postupnému boření výstřelků této doby a obnově centra města a některých jeho historických částí. Přesun doků z centra města směrem k Avonmouthu umožnil regeneraci původní oblasti doků.
V roce 2018 bylo z důvodu zemětřesení ve městě poškozeno několik budov.

## Geografie a podnebí

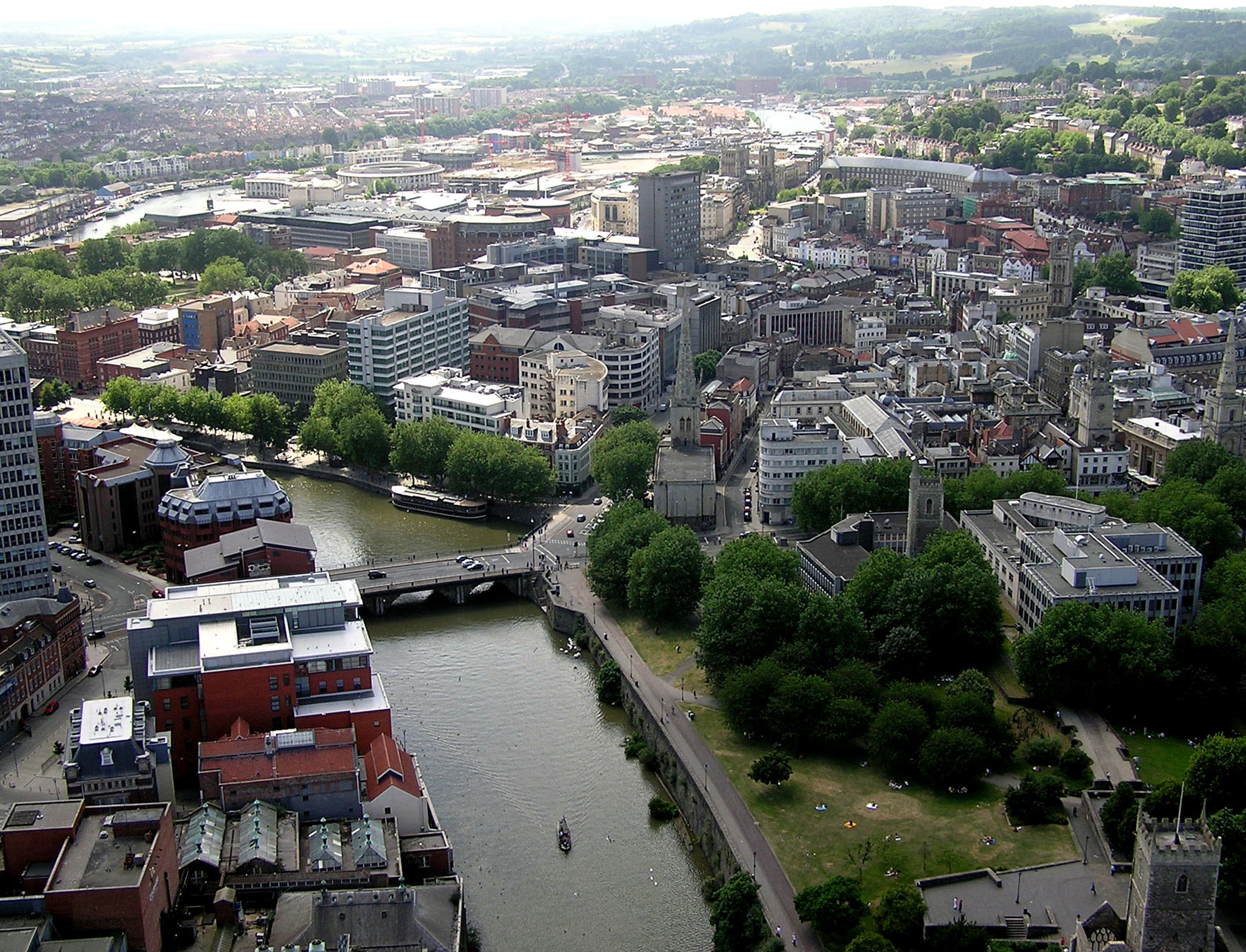
Řeka Avon protékající centrem Bristolu

Bristol se nachází ve vápencové oblasti, která se rozkládá na jih k Mendip Hills a na severovýchod k Cotswolds. Řeky Avon a Frome protékající touto oblastí vytvářejí svými toky charakteristickou pahorkatinu. Roklina kolem řeky Avon tvoří přirozenou ochranu Bristolského zálivu a byla zdrojem kamení na stavby města. Tato roklina je v současnosti chráněna před využitím a nachází se zde dvě chráněné oblasti – Downs a Leigh Woods.
Svou polohou na jihu země je Bristol jedním z nejteplejších míst Velké Británie. Průměrná teplota v Bristolu je 10,2–12°C. Je také jedním z měst s nejdelším slunečním svitem s 1541–1885 hodin slunečního počasí ročně. Město je chráněno Exmoorem a Mendips Hills, ale vlhký vzduch od zálivu přináší srážky na úrovni zhruba odpovídajícím celostátnímu průměru 741–1060 mm.

## Obyvatelstvo
Národní statistický úřad Velké Británie (Office for National Statistics – ONS) odhadoval v roce 2004 počet obyvatel ceremoniálního hrabství na 393 000 a to ho řadilo na 47. místo mezi anglickými ceremoniálními hrabstvími. Údaje ze sčítání z roku 2001 odhadují počet obyvatel přilehlé zastavěné oblasti na 420 000 a počet obyvatel v metropolitní oblasti na 550 000. To staví Bristol na 6. příčku mezi anglickými městy a na 7. mezi metropolitními oblastmi v počtu obyvatel. Hustota 3 599 obyvatel na čtvereční kilometr řadí město na 7. místo v pořadí hustoty obydlení mezi anglickými distrikty.
Při sčítání obyvatel v roce 2001 se 91,83% obyvatel označilo jako běloši, 2,85% pochází z jižní Asie, 2,85% černoši, 2,08% míšenci, 0,56% Číňané a 0,34% jiní. Šedesát procent obyvatel označilo, že vyznává křesťanství a 25% je bez vyznání. Dvě procenta obyvatel vyznává islám a podíl dalších jednotlivých náboženství nepřekročil jedno procento.

## Ekonomika a průmysl

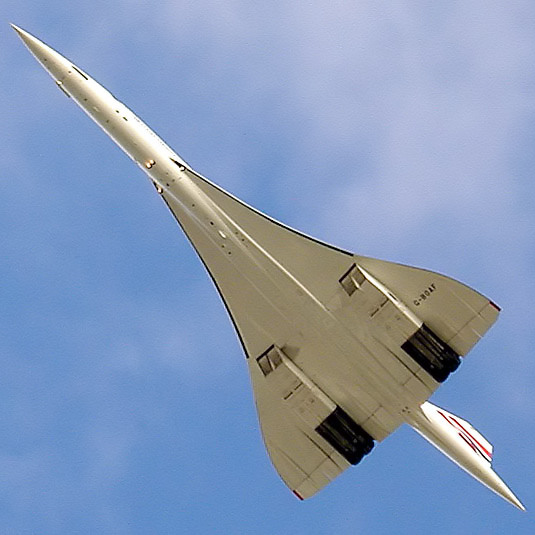
Letadlo Concorde vyráběné v Bristolu

Hlavními pilíři ekonomiky Bristolu jsou námořní obchod, letecký průmysl, informační technologie, finanční služby a turistika. V roce 1998 byl hrubý domácí produkt (HDP) Bristolu 6,224 biliónů liber. HDP na jednoho obyvatele města ve výši 15 472 £ je 23 % nad průměrem Velké Británie. To ho řadí na druhé místo v Anglii za Londýnem a na 34. v rámci Evropské unie. V prosinci 2005 se počet nezaměstnaných ve městě pohyboval na úrovni 5,2 %; průměr jihozápadu Anglie 3,6 % a celostátní průměr 4,8 %.
Ačkoli již není ekonomika závislá pouze na přístavu, je město nejvýznamnějším dovozcem automobilů do Velké Británie. Finanční sektor poskytuje zaměstnání asi 40 000 obyvatel města. V Bristolu také sídlí asi 400 mikroelektronických vývojových společností a například i vývojové laboratoře společnosti Hewlett-Packard. Bristol je sedmým nejoblíbenějším turistickým centrem Velké Británie a ročně ho navštíví asi devět miliónů turistů.
Ve 20. století se ve městě začal prosazovat letecký průmysl. Hlavními zástupci tohoto odvětví se staly společnosti Bristol Aeroplane Company s centrem ve Filtonu a Bristol Aero Engines (později Rolls-Royce) v Patchway. V 50. letech 20. století se město stalo nejvýznamnějším střediskem výroby civilní letecké techniky. V 60. letech 20. století sehrál Filton klíčovou roli v projektu výroby letadel Concorde. Součásti těchto letadel se vyráběly ve Filtonu a v Toulouse. Letadla se montovala jak ve Filtonu tak i ve Francii. První let britského prototypu Concorde se uskutečnil 9. dubna 1969. Roku 2003 byl projekt výroby těchto letadel ukončen a letadla byla umístěna do leteckých muzeí. Poslední let se uskutečnil 26. listopadu 2003 a toto letadlo se stalo součástí exponátem leteckého muzea ve Filtonu.
V současnosti jsou nejvýznamnějšími leteckými společnostmi v Bristolu BAE Systems, Airbus a Rolls-Royce, všechny sídlící ve Filtonu. Další významnou společností v tomto odvětví působící v Bristolu je Cameron Balloons, největší společnost na světě vyrábějící horkovzdušné balony. Každý rok na podzim město hostí Bristol International Balloon Fiesta, jednu z největších akcí s horkovzdušnými balony v Evropě.

## Správa města
Bristol má neobvyklý statut města i hrabství již od středověku a roku 1889 byl ustaven i jako statutární město (county borough) poté, co tento pojem byl zaveden. Od 1. dubna 1974 byl krátce distriktem nově vytvořeného hrabství Avon. Od 1. dubna 1996 znovu získal nezávislost a statut ceremoniálního hrabství poté, co bylo hrabství Avon zrušeno, a stal se samostatnou správní jednotkou (unitary authority).
Rada města má 70 členů reprezentujících 35 volebních obvodů. Volební období radních je čtyřleté. Ve volbách je vždy obměňována třetina členů.
Volební obvody do parlamentu zasahují v současné době i do okolních oblastí a dělí se na obvody – západ, východ, jih, severozápad, Kingswood a Northavon.

## Doprava

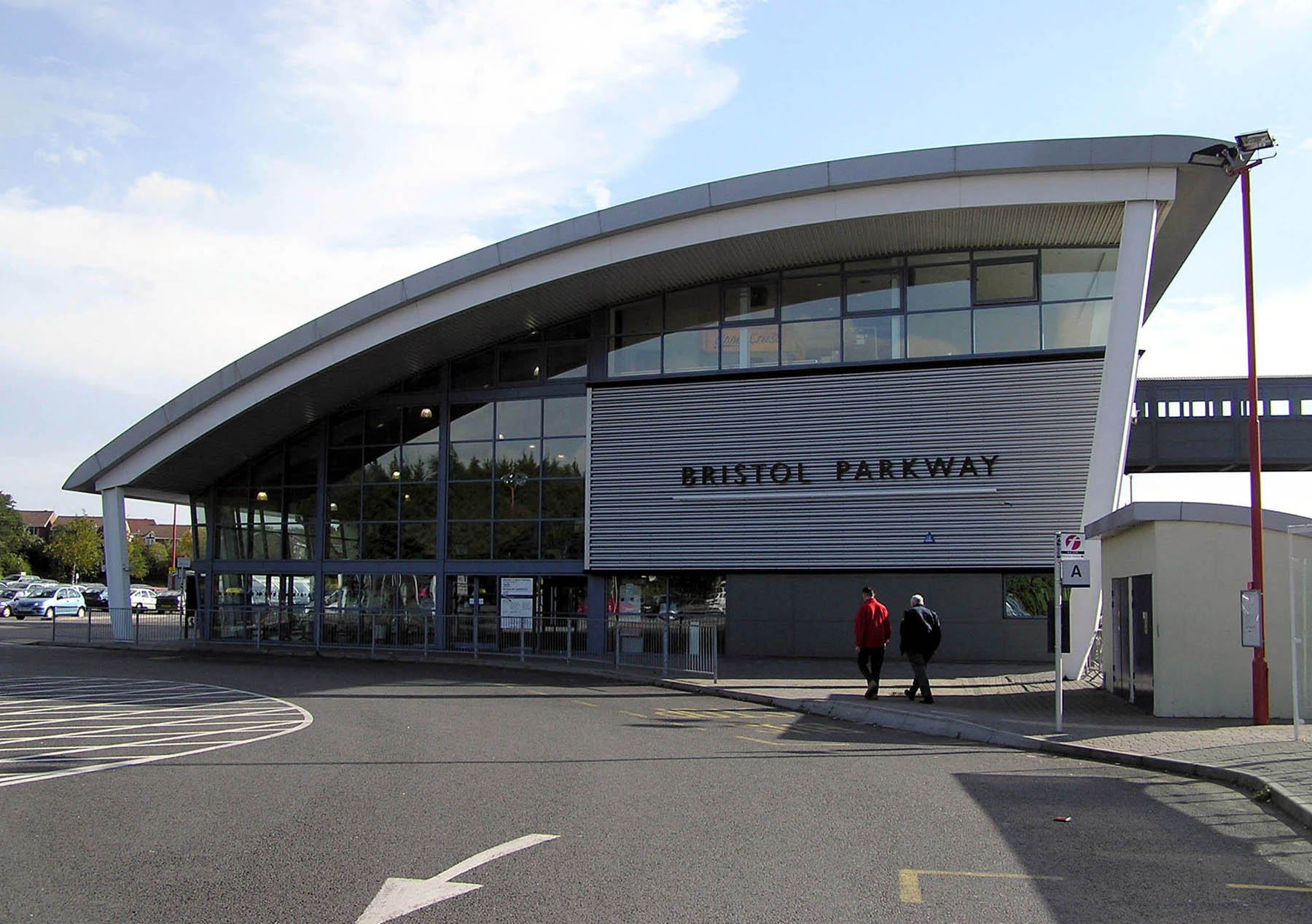
Železniční stanice Bristol Parkway

Hlavními železničními stanicemi ve městě jsou Bristol Parkway a Bristol Temple Meads. Další možností spojení Bristolu s důležitými městy Velké Británie jsou pravidelné spoje dálkových autobusů. Město je propojeno s okolím ve směru východ – západ dálnicí M4 z Londýna směrem na Wales a ve směru sever – jih dálnicí M5 z Birminghamu do Exeteru. V dosahu města se také nachází dálnice M49 – spojnice mezi M5 a M4. Poblíž Bristolu v Lulsgate se nachází Bristolské mezinárodní letiště.
Hlavní podíl v městské hromadné dopravě Bristolu má autobusová doprava. V současné době je provozována společností First Group a je kritizována pro nedostupnost a nákladnost.
Automobilová doprava ve městě je velmi hustá, vytváří časté dopravní zácpy a ekonomice města způsobuje ztráty v odhadované výši 350 miliónů liber ročně.
V plánu rozvoje dopravní infrastruktury rady města je zahrnuta stavba lehké kolejové dopravy ale vzhledem k výši předpokládaných nákladů není dosud realizována a to ani po příslibu dotací z fondů Evropské unie. V centru města je společností Bristol Ferry Boat provozována říční doprava a to jak na výletních tak i pravidelných linkách. Okolí města nikdy nebylo příliš dobře vybaveno příměstskou železniční dopravou.
Ačkoli je okolí města kopcovité, je Bristol jedním z nejvýznamnějších cyklistických center Anglie. Městem vede mnoho cyklistických stezek a jsou napojeny na Národní systém cyklostezek směrem na Londýn, Bath, Gloucester, Wales a na jihozápadní pobřeží Anglie.

## Kultura

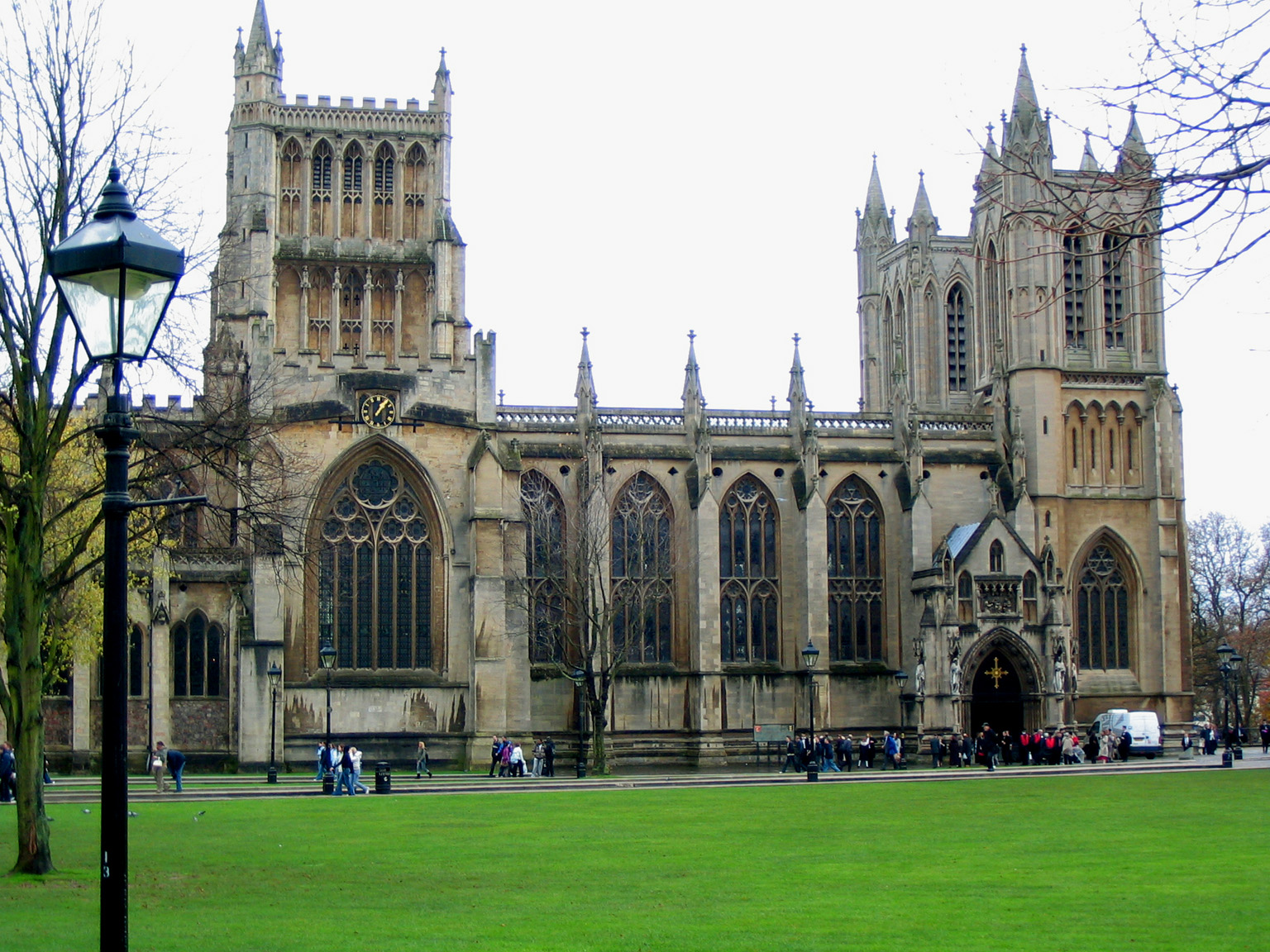
Bristolská katedrála

Nejdůležitější městská divadelní společnost Bristol Old Vic byla založena roku 1946 jako pobočka londýnské Old Vic. Svá představení předvádí v Theatre Royal – budově z roku 1766 se sálem pro 400 diváků, moderním studiu New Vic s kapacitou 150 diváků a v Coopers' Hall pocházející z roku 1743. Theatre Royal je nejstarší trvale provozované divadlo Anglie. Bristol Old Vic Theatre School původně součást Old Vic je nyní samostatnou institucí. Největším divadelním sálem ve městě je Bristol Hippodrome s kapacitou 1981 diváků a jsou zde předváděna výjezdní představení různých divadelních souborů. Největším koncertním sálem je Colston Hall (v roce 2020 byl přejmenován na Bristol Beacon), která pojme až 2000 návštěvníků. Dalšími divadly v Bristolu jsou Tobacco Factory, QEH a Redgrave Theatres.
Bristol City Museum and Art Gallery uchovává a vystavuje přírodovědné a archeologické sbírky a výrobky místních skláren a čínský porcelán. Bristol Industrial Museum, sídlící v docích, je zaměřeno na uchování historie místní průmyslové výroby, provozuje parní železnici a poskytuje výlety na lodích. City Museum mimo jiné udržuje tři historické budovy - Tudor Red Lodge, Georgian House a Blaise Castle House. Watershed Media Centre a Arnolfini Gallery, obě sídlící v nepoužívaných skladech v docích, vystavují současné umění a fotografie. V Bristolu se nachází regionální studio BBC a jeho přírodopisná sekce.
Bristol je rodištěm několika významných osobností – Thomase Chattertona – významného básníka 18. století a předchůdce romantismu; Roberta Southeye narozeného v Wine Street roku 1774; Thomase Lawrence – malíře, portrétisty 18. a 19. století; Francise Greenwaye – architekta.
V Bristolu je mimo jiné vydáván deník Western Daily Press, večerník Evening Post, volně dostupné týdeníky Bristol Observer a lokální edice Metro. Kulturní týdeník Venue informuje o koncertech, divadelních představeních a jiných kulturních akcích ve městě a blízkém okolí. Mezi lokální rádia vysílající z Bristolu patří BBC Radio Bristol, GWR FM a univerzitní Hub.
Mezi nejznámější hudební skupiny pocházející z Bristolu patří triphopová formace Portishead.

## Památky

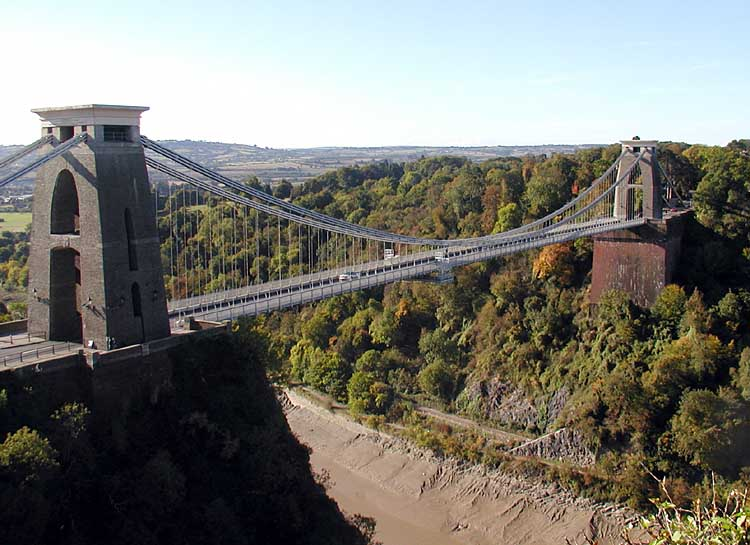
Cliftonský visutý most

- SS Great Britain – první loď s železným trupem a s pohonem pomocí lodního šroubu na světě, loď prováděla zaoceánské plavby do Ameriky a Austrálie mnohem rychleji a spolehlivěji než předchozí (kolesové) lodě. Postavena byla roku 1843 Isambardem Kingdomem Brunelem. Loď byla předobrazem pro další moderní lodě. Během své činné kariéry urazila přes milión námořních mil a převezla do Austrálie přes 15 tisíc emigrantů. V současnosti je loď vystavena v původním doku společnosti Great Western, v kterém byla i postavena.
- Matthew – replika lodi mořeplavce a objevitele Johna Cabota, který s originální lodí vyplul roku 1497 z Bristolu k Newfoundlandu.
- Clifton Suspension Bridge – závěsný most přes soutěsku řeky Avon byl navržen Isambardem Kingdomem Brunelem (přestože tento skončil v soutěži až druhý). Základní kámen byl položen roku 1831. Stavba se však dlouho vlekla a byla otevřena až roku 1864. Pět let po smrti Isambarda Kingdoma Brunela.
- Camera Obscura – jedna ze dvou doposud v Anglii otevřených camer obscure. Tato vznikla v bývalé továrně na šňupací tabák.
- Bristol Cathedral – kostel byl založena původně ve 12. století jako opatství svatého Augustina. V roce 1542 se po zrušení kláštera stal bristolskou katedrálou. Nejstarší částí stavby jsou brána a normandská (románská) kapitulní síň. Katedrála představuje halovou stavbu, kdy boční lodě jsou stejně vysoké jako hlavní loď a chór. Jedná se o jeden z nejpřednějších příkladů halového kostela v zemi. Hlavní loď však nebyla do doby zrušení kláštera dokončena a byla stržena v roce 1539. Ve viktoriánských časech byla znovu postavena podle středověkého návrhu a za použití patek původních pilířů.
- Corn Exchange a St. Nicholas Market – klasicistní budova Corn Exchange byla zbudována Johnem Woodem starším. Krytý trh svatého Mikuláše vznikl na místě trhu doloženého již roku 1743.
- Theatre Royal – nejstarší fungující divadlo v zemi bylo prvně otevřeno roku 1766 a je sídlem známé divadelní společnosti Bristol Old Vic.
- St. Mary Redcliffe – kostel je pozoruhodným příkladem perpendikulární architektury. Má vysokou věž a z venku obloukové opěrné pilíře. Vnitřní pilíře nesou nádhernou zlacenou klenbu. V kostele se nachází dvě hrobky obchodníka a po smrti své manželky kněze Williama Canyngese. Jedna hrobka ho zobrazuje jako starostu a druhá hrobka jako kněze. Během své návštěvy Bristolu v roce 1574 prohlásila královna Alžběta I. kostel za "nejkrásnější, nejzbožnější a nejznámější kostel v Anglii."[25]
- Temple Church – vystavěn řádem templářů uprostřed 12. století. Tento kostel byl kruhový a zůstaly z něj jen základy. Nejstarší části současné stavby pocházejí ze 14. století, většina pak z 15. století. Kostel se vyznačuje šikmou věží, jejíž horní sekce byly již stavěny s úmyslem vyrovnat náklon věže. Kostel byl během druhé světové války vybombardován a od té doby je ve zříceninách. Podobně dopadl kostel sv. Petra, který stojí na místě někdejšího bristolského hradu. K dalším významným kostelům patří sv. Štěpán (farní kostel města), sv. Jan Křtitel , sv. Jakub a další.
- The Georgian House – dům postavený roku 1791 pro bohatého obchodníka s cukrem, obsahuje muzeum nabízející pohled na styl jiříkovské periody v Anglii.
- Red Lodge – tudorovský dům postavený roku 1590, dnes jediný zachovaný alžbětinský interiér ve městě, u domu je i zahrada.
- University of Bristol and Wills memorial Building – novogotická stavba z 19. století.
- Floating Harbour – starý městský přístav s promenádou, muzei a lodní dopravou.

## Vzdělání

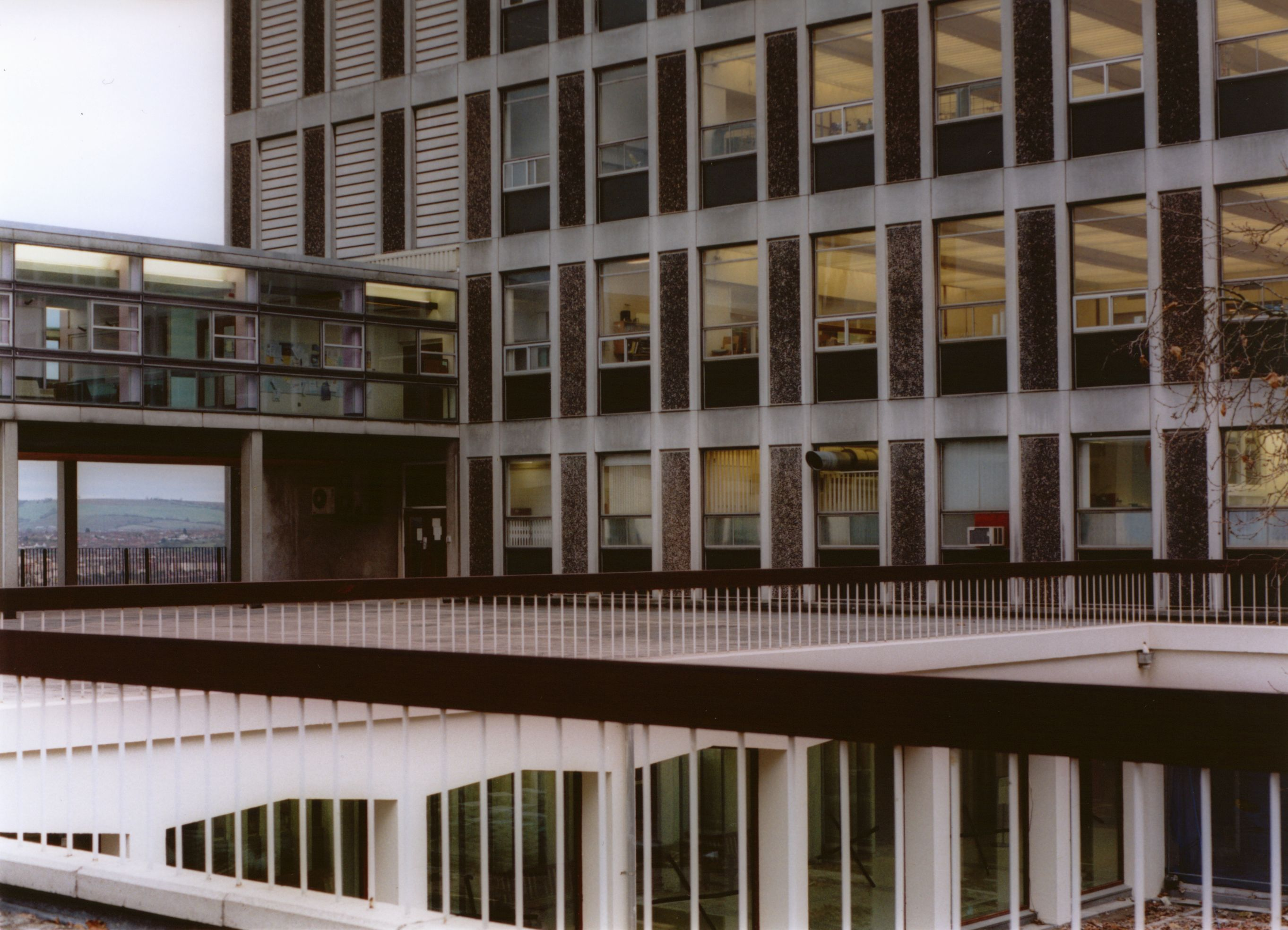
University of Bristol - fakulta chemie

V Bristolu se nachází dvě hlavní vysoké školy – University of Bristol založená roku 1909 a University of the West of England, původně Bristol Polytechnic, která obdržela statut univerzity v roce 1992. Dalšími vzdělávacími institucemi jsou City of Bristol College, Filton College a teologická fakulta - Trinity College, Bristol. Město spravuje 129 mateřských a základních škol, 17 středních škol a tři výuková centra. Existuje zde i mnoho soukromých škol, například Colston's Collegiate School, Clifton College, Badminton School, Bristol Cathedral School, Bristol Grammar School, Queen Elizabeth's Hospital – všechny chlapecké a pouze jedna dívčí škola - Red Maids' School – nejstarší anglická škola pro dívky, založená roku 1634 Johnem Whitsonem.
Roku 2005 ministr financí jako ocenění vztahu města k vědě a rozvoji technologií udělil Bristolu titul město vědy a přislíbil finanční podporu pro rozvoj vědeckého výzkumu ve městě. Je plánována výstavba parku vědy na jehož výstavbu je vyčleněno 300 miliónů liber. Vědecký výzkum je podporován nejen ve dvou hlavních univerzitách, ale například i v Bristolské zoologické zahradě a Bristol Festival of Nature. Bristol má dlouhou a bohatou historii vědeckého bádání a vynálezů. V Bristolu pracoval sir Humphry Davy, nositelé Nobelovy ceny - Paul Dirac – pracující v oblasti kvantové fyziky a Cecil Frank Powell – vědec v oboru fotografického pozorování nukleárních procesů.

## Známí rodáci
- Woodes Rogers (kolem 1679–1732), pirát, guvernér na Bahamách a předloha pro Robinsona Crusoe
- Thomas Chatterton (1752–1770), preromantický básník
- Robert Southey (1774–1843), romantický básník a literární badatel
- William George Horner (1786–1837), matematik
- Elijah Williams (1809 – 1854), šachový mistr
- Samuel Plimsoll (1824–1898), politik
- Archibald Vivian Hill (1886–1977), fyziolog
- Paul Dirac (1902–1984), teoretický fyzik
- Allen Lane (1902–1970), nakladatel
- Cary Grant (1904–1986), americký herec
- Michael Redgrave (1908–1985), herec
- Peter Higgs (1929–2024), fyzik
- Robert Stephens (1931–1995), filmový a divadelní herec
- Robert Wyatt (* 1945), hudebník a zpěvák
- Brian Jones (* 1947), vzduchoplavec
- Kevin R. McNally (* 1956), herec
- Robin Cousins (* 1957), bývalý krasobruslař
- James May (* 1963), televizní moderátor, novinář a spisovatel
- Damien Hirst (* 1965), výtvarný umělec
- Tricky (* 1968), rapper
- Paul Potts (* 1970), tenorista
- Banksy (* 1974), graffiti umělec
- Jason Crump (* 1975), australský plochodrážník
- Lando Norris (* 1999), automobilový závodník

## Partnerská města
Bristol byl jedním z prvních měst, která přijala myšlenku partnerství mezi městy. V roce 1947 uzavřel partnerství s Bordeaux a Hannoverem, šlo o první poválečné partnerství mezi britským a německým městem. V současnosti jsou partnerskými městy Bristolu:
- Beira, Mosambik, 1990
- Bordeaux, Francie, 1947
- Hannover, Německo, 1947
- Kanton, Čína, 2001
- Porto, Portugalsko, 1984
- Puerto Morazán, Nikaragua, 1989
- Tbilisi, Gruzie, 1988